# Om jordbruket
Om jordbruket (latinsk originaltitel: De agri cultura) är en bok om jordbruk skriven cirka 160 f.Kr. av Cato den äldre. Om jordbruket är det äldsta bevarade exemplet på latinsk prosa. Det är också det enda verk av Cato den äldre som finns bevarat i sin helhet i modern tid.
Om jordbruket är en av flera läroböcker som Cato den äldre skrev åt sin son, och baserar sig huvudsakligen på vad som var allmän kunskap om jordbruksskötsel vid denna tid. Boken innehåller kort formulerade, handfasta råd som syftar till att driva ett jordbruk med högsta möjliga avkastning som möjligt samt om hantering och tillredning av de producerade livsmedlen.
2015 gav Kungliga Skogs- och Lantbruksakademien ut Om jordbruket i svensk översättning, i en volym tillsammans med Marcus Terentius Varros Samtal om lantbruket och tolv nyskrivna lantbrukshistoriska artiklar.